# Mingyinyo
Mingyinyo (1459–24 novembre 1530) est le fondateur de la dynastie Taungû (1485–1599) de Birmanie. Régnant depuis 1485 à Taungû, au sud d'Ava, il profita de l'affaiblissement de celle-ci pour déclarer formellement son indépendance en 1510, et profita de sa chute devant le prince Shan de Thibaw en 1527 : Le Royaume d'Ava ne survécut pas à la perte de sa capitale et de nombreux birmans trouvèrent refuge auprès de Mingyinyo, à l'écart des guerres qui dévastaient la Haute-Birmanie. Taungû devint leur nouveau centre politique.
Son fils Tabinshwehti (1516–1550) lui succéda sur le trône. Il réunifia une grande partie de la Birmanie, fondant le Second Empire birman.

## Jeunesse
Mingyinyo, né sous le nom de Maung Nyo, était fils de Maha Thinkhaya, un descendant du roi de Pinya Kyawswa I, qui descendait lui-même du roi de Pagan Narathihapati et de Thihathu, roi de Pinya. Sa mère était Min Hla Nyet, fille de Sithu Kyawhtin, gouverneur de Taungû (1470–1481). Il est probablement né à Ava, car, avant d'être nommé gouverneur de Taungû en 1470, son grand-père maternel faisait partie de la cour du roi Thihathura à Ava.
Maung Nyo avait sans doute onze ou douze ans lorsque toute sa famille partit pour Taungû avec son grand-père. Après la mort de celui-ci en 1481, son fils aîné, Min Sithu hérita du poste de gouverneur. (Les gouvernorats étaient héréditaires, ce qui favorisait les rébellions. La dynastie Taungû restaurée (1599–1752) mit fin à ces droits de succession.) Maung Nyo désirait épouser sa cousine germaine, Soe Min, mais son oncle Min Sithu refusa ses nombreuses demandes. En janvier 1486, Maung Nyo assassina son oncle et épousa sa cousine.

## Règne
Après le meurtre de son oncle et sa prise de pouvoir, Mingyinyo envoya deux jeunes éléphants en cadeau au roi Minkhaung II d'Ava. En temps normal, tuer un gouverneur était un crime majeur, mais Minkhaung II était aux prises avec la rébellion de son frère Minyekyawswa à Yamethin. Plus au sud, Prome s'était déjà révolté en 1482. Peu désireux d'une rébellion supplémentaire, Minkhaung II reconnut Mingyinyo gouverneur de Taungû et lui demanda son aide contre les rebelles. Mingyinyo fut aussi reconnu par le royaume de Pégou et celui du Lanna, et il reçut un tribut propitiatoire des Karennis.

### Loyal vassal d'Ava (1485–1501)
Mingyinyo, maintenant nommé Thiri Zeya Thura, aida volontiers Ava dans sa lutte contre Yamethin (son grand-père Sithu Kyawhtin était mort en combattant les rebelles.) En dépit de l'aide de Taungû, la rébellion de Yamethin ne put être vaincue (elle dura jusqu'à la mort de Minyekyawswa en août 1501). Comme Ava était principalement occupé de Yamethin, Mingyinyo  prit assez d'assurance pour construire en 11 novembre 1491 une nouvelle cité fortifiée du nom de Dwayawaddy près de Taungû, au confluent des rivières Kabaung Paunglaung.
Mingyinyo essaya bientôt son pouvoir en intervenant dans les affaires de succession du royaume de Pégou. En 1491–1492, Binnya Ran II était monté sur le trône en assassinant tous les rejetons royaux, ce qui avait ouvert une période de chaos. Mingyinyo lança un raid contre le royaume sans la permission de Minkhaung II. À Kaungbya, il tua le gouverneur Shan en combat singulier en sautant sur son éléphant. La réponse de Pégou fut rapide : Binnya Ran II lança une expédition punitive qui mit le siège devant Dwayawaddy. Taungû échappa de peu au désastre ; plus jamais Mingyinyo n'attaquerait son grand voisin du sud.
Minkhaung II lui attribua néanmoins le titre de Maha Thiri Zeya Thura pour avoir survécu aux représailles des pégouans. Minkhaung n'avait guère le choix, car Mingyinyo était un des seuls vassaux qui lui restait fidèle. En retour, Taungû participa aux campagnes d'Ava contre Yamethin et Prome durant le reste des années 1490.

### Vassal formel d'Ava (1501–1510)
Au tournant du XVIe siècle, Taungû se trouvait aussi puissant que son suzerain nominal Ava. Mingyinyo, toujours fidèle à Minkhaung, accepta néanmoins d'accueillir environ un millier de rebelles de Yamethin, fuyant la ville après la mort de leur chef août 1501. Lorsque Minkhaung II mourut à son tour en avril 1502, Mingyinyo était prêt à prendre son indépendance. Il donna donc asile à ceux qui avaient tenté d'assassiner le nouveau roi Shwenankyawshin.
Malgré la rébellion à peine voilée de Mingyinyo, celui-ci était prêt à beaucoup d'accommodements, car il devait affronter un nouveau problème pressant : des raids shans en provenance du nord. En 1503, il essaya d'acheter Mingyinyo en lui offrant sa fille en mariage, ainsi que la région de Kyaukse, grenier à blé de la Haute-Birmanie. Mingyinyo accepta la région, et déporta l'essentiel de la population entre Kyaukse et Taungû (Yamethin, Meiktila, etc.) dans sa capitale, ce qui créait une sorte de zone-tampon entre lui et Ava. Non seulement il ne vint pas en aide à Shwenankyawshin, mais il s'associa aux rébellions des princes de Nyaungyan et Prome, avec lesquels il lança des raids vers le nord. En 1509, Taungdwingyi tomba aussi sous son autorité.

### Indépendance (1510)
En 1510, Mingyinyo fonda Ketumati, l'actuelle Taungû. Le 16 octobre 1510 (jour de la pleine lune de Tazaungmon, 872 selon le calendrier birman), il annonça formellement son indépendance. Ava, toujours menacée par les Shan, n'était pas en mesure de s'y opposer. Il s'agissait d'ailleurs surtout d'une déclaration symbolique, Taungû étant de fait indépendant depuis 1501. À partir de cette date, Mingyinyo s'était largement tenu à l'écart de la lutte entre le royaume d'Ava et la Confédération des États Shans qui dévastait la Haute-birmanie. Excepté un bref siège de Taungû par Ava en 1525, son royaume resta en paix.
Lorsque la Confédération des États Shans prit finalement Ava en 1527, Mingyinyo ravagea délibérément la région entre cette ville et Taungû, comblant les puits et endommageant les canaux dans l'espoir de créer une zone infranchissable entre les Shans et son royaume. Une grande partie de l'administration et de la population birmane d'Ava se réfugièrent à Taungû.
À la mort de Mingyinyo en novembre 1530, son fils Tabinshweti lui succéda.

## Bilan
Le règne de 45 ans de Mingyinyo fut un des rares éléments de stabilité dans la Haute-Birmanie de l'époque. La situation reculée de Taungû, entre les Monts Pégou et les collines des Karens, à l'écart de la vallée de l'Irrawaddy, représenta pour lui un avantage vital : il était difficile d'attaquer Taungû. La stabilité du royaume attira de nombreux réfugiés, surtout après la chute d'Ava. Cette main d'œuvre abondante permit à Tabinshwehti et à son beau-frère Bayinnaung d'envisager une guerre offensive contre des royaumes plus importants. L'étonnante victoire de Tabinshwehti contre Pégou trouve ainsi son origine dans le long règne de son père.